# ディープブルー・海底神話
『ディープブルー・海底神話』は1989年にパック・イン・ビデオより発売されたPCエンジン用横スクロールシューティングゲーム。

## 概要
魚の形をした潜水艦を操作し3種のパワーアップアイテムを取りながら海生物を倒していく。全4面で構成され4面ボスを倒すと難易度の上昇した1面から再スタートとなる。3種（気泡弾・発泡弾・閃光弾）のショットはそれぞれ3段階までパワーアップするがダメージを受けると最低段階にまでランクダウンする。
自機はダメージ制となっており、ダメージが蓄積されるにつれ機体の目の色が青→緑→黄→赤と変わっていき、赤の状態で何度かダメージを受けると自機が破壊されゲームオーバーとなる。なお自機の受けたダメージはアイテムによる回復の他、一定時間弾を撃たずにいると（その間自機を動かしてもよい）回復する。
ゲーム内に登場する敵キャラはすべて水中生物となっているが、ダライアスのようにメカナイズされたものではなく生き物であるため、通常のシューティングゲームのように敵弾を撃ってくることは無く、体当たりのみを攻撃手段としている。ボス敵も例外ではなく体当たりの他、弾の代わりに雑魚敵を吐いて攻撃してくるものもいる。

## 評価
- 最初の面から大量の雑魚敵が高速で自機めがけて突進してくる、ボスに1度接触しただけでゲームオーバーとなるなど難易度は非常に高いものとなっている。当時のゲーム雑誌ライターの批評[4]やレビュー[5]でも「グラフィック・サウンドはいいが難易度が高すぎる」という意見が聞かれ、4面終盤のウニが高速で落下する場面は「安地をしらないとダメージ無しでは突破できない」[6]と評された。

- ゲーム誌『ファミコン通信』の「クロスレビュー」では4・6・6・3の合計19点（満40点）[7][3]、レビュアーの意見としては、「どーにもならないムチャクチャな難易度設定が、このゲームを壊しちゃってる」などと評されている[7]。

- ゲーム誌『マル勝PCエンジン』では、4・5・6・5の合計20点（満40点）となっている。